# Lasiochlamys rivularis
Espèce
Lasiochlamys rivularis est une espèce de plantes à fleurs de la famille des Salicaceae et du genre Lasiochlamys, endémique de Nouvelle-Calédonie. L'espèce est protégée.

## Description
C'est un arbuste de 4 m ; les rameaux sont avec une écorce rugueuse couverts de lenticelles allongées. Les feuilles sont fermes à coriaces, oblongues, en coin à la base, obtuses au sommet ; leur bord est entier ; le pétiole est robuste.
Les fleurs sont blanchâtres, disposées sur des glomérules multiflores. Les fruits sont globuleux ; ils contiennent 2 à 3 graines. La floraison et la fructification se déroulent de novembre à février.

## Habitat et répartition
Cette espèce a été uniquement observée sur la Grande Terre (Nouvelle-Calédonie) qu'à la Rivière Bleue (Haute Yaté). Elle pousse en sous-bois de la forêt dense, humide, sur sol de colluvions, sur substrat ultramafique. Connue que d'un seul biotope, mais pas rare, cette espèce doit faire l'objet d'observations ultérieures, plus approfondies.

## Publication originale
- (en) H. Sleumer, « A concise revision of the Flacourtiaceae of New Caledonia anf the Loyalty Islands », Blumea: Biodiversity, Evolution and Biogeography of Plants, vol. 22, no 1,‎ 1er janvier 1974, p. 127 (ISSN 2212-1676, lire en ligne, consulté le 8 janvier 2021)